# Jana Raluy
Jana Raluy (1970) és una actriu de teatre, cinema i televisió mexicana, de pare lleidatà.

## Carrera
Després de graduar-se del Centro de Educación Artística de Televisa (CEA), el 1998 va començar a actuar al teatre amb l'obra Confesiones de mujeres de 30. L'èxit de la posada en escena la va portar a representar l'obra gairebé set cents cops, i el mateix any va participar en l'especial per a televisió Más allá de la usurpadora. El 1999 va debutar al cinema amb la pel·lícula No existen diferencias i el mateix any també va debutar en televisió amb la telenovel·la Tres mujeres. L'any 2000 va actuar en la famosa obra de teatre Els monòlegs de la vagina.
El 2001 es va integrar al ventall de la telenovel·la El noveno mandamiento i va participar en la sèrie de televisió Diseñador de ambos sexos. El 2003 va actuar en el curtmetratge Casting… busco fama, el qual va ser una denúncia contra aquells que atempten en contra de la dona en la indústria cinematogràfica, veient-les només com a objecte sexual. El mateix any va actuar en la pel·lícula Despedida de amor del director Gabriel Retes.
En anys següents va continuar actuant en teatre, participant en companyies com l'INBA i OCESA, i va participar en obres com Trainspotting, Cuarto oscuro, Estaba yo en casa y esperaba que lloviera, El mercader de Venecia, Sueño de una noche de verano, Ultramar, Duda, Chicas católicas, El diario de Ana Frank i Tribus. El 2008 va tornar a la pantalla gran en actuar en la pel·lícula Kada kien con su karma i en la sèrie de televisió Capadocia.
El 2010 aposta per la televisió, i actua en les sèries Soy tu fan i en la tercera temporada de Mujeres asesinas. El mateix any els productors Roberto Gómez Fernández y Giselle González Salgado la trien perquè s'uneixi al ventall de la telenovel·la Para volver a amar. El 2011 va actuar a la sèrie de televisió El equipo. El 2012 participa en la telenovel·la Cachito de cielo.
El 2013 actua a la sèrie de televisió Sr. Ávila. A finals de 2014 la productora Giselle González Salgado l'escull per a la telenovel·la Yo no creo en los hombres. A principis de 2015 actua en l'especial de televisió Yo no creo en los hombres… el origen. El mateix any actua a la telenovel·la Antes muerta que Lichita. També va actuar a la pel·lícula Un monstruo de mil cabezas.

## Filmografia[5]

### Telenovel·les
- Antes muerta que Lichita (2015-2016) Venus Rodríguez
- Yo no creo en los hombres (2014-2015) Marcia Aldama
- Cachito de cielo (2012) "La Beauty"
- Para volver a amar (2010-2011) Miranda Pinto
- El noveno mandamiento (2001) Lola
- Tres mujeres (1999-2000) Sonia

### Cine
- Un monstruo de mil cabezas (2015)
- Kada kien su karma (2008)
- Despedida de amor (2003)
- Casting... busco fama (2003)
- No existen diferencias (1999)

### Sèries de televisió
- Sr. Ávila (2013)
- El equipo (2011)
- Soy tu fan (2010)
- Mujeres asesinas (2010)
- Capadocia (2008)
- Diseñador de ambos sexos (2001)
- La Hermandad (2017)

### Especials de televisió
- Yo no creo en los hombres… el origen (2015): Marcia Aldama
- Más allá de la usurpadora (1998)

### Teatre
- Tribus (2013) ... Berta
- El diario de Ana Frank (2009): Edith Frank
- Chicas católicas (2007-2009)
- Duda (2006-2007)
- Ultramar (2005): Amanda
- Sueño de una noche de verano (2005): Hermia
- El mercader de Venecia (2005): Porcia
- Estaba yo en casa y esperaba que lloviera (2004-2005): Primogénita
- Cuarto oscuro (2002)
- Trainspotting (2000)
- Monólogos de la vagina (2000)
- Confesiones de mujeres de 30 (1998-2001)